# Stobajno
Stobajno (Stobojno, Stobagien, Komin) – jezioro w Polsce, w województwie warmińsko-mazurskim, powiecie olsztyńskim, gminie Dobre Miasto.
Jezioro jest usytuowane między Dobrym Miastem a Cerkiewnikiem. Na zachodzie łączy się z jeziorem Limajno, a na wschodzie z Łyną. Wiosną rzeka często wylewa i poziom wody w jeziorze podnosi się nawet o 80 cm. Akwen podzielony jest na dwa zbiorniki połączone ciekiem, stąd też czasami spotyka się nazwy miejscowe: "Duży Komin" (Stobojno "właściwe"; niem. Stobägen) i "Mały Komin" (niem. Comen).
Dno jeziora piaszczysto-muliste, w płytkich partiach zarośnięte roślinnością zanurzoną (rogatek, rdestnice, moczarka kanadyjska). Miejscami występują nymfeidy, głównie grążel żółty. Brzegi są wysokie, pagórkowate i płaskie. Najbliższe otoczenie to podmokłe łąki i pola uprawne oraz tory kolejowe (nasyp kolejowy biegnie wzdłuż zachodniego brzegu). Bezpośrednio nad brzegiem dominuje olcha i miejscami łozowiska. W płytkim litoralu występuje roślinność szuwarowa z dominacją trzciny, tataraku i mozgi.
Jezioro typu linowo-szczupakowy. W rybostanie dominuje krąp, wzdręga, ukleja, leszcz, szczupak i okoń.
Dostęp do akwenu jest utrudniony ze względu na przyległe prywatne posesje.